# Ликвид-фанк
Ликвид-фанк (англ. liquid funk), также известный как ликвид-драм-н-бейс (англ. liquid drum and bass) — поджанр жанра драм-н-бейс, произносится с ударением на первый слог - ли́квид-фанк.
Несмотря на использование тех же басовых партий и рисунка ударных, он содержит меньше ударно-ориентированных семплов и больше прогрессивных синтезаторных партий, создавая более спокойную атмосферу, направленную в большей степени на домашнего слушателя, чем на посетителей ночных клубов. Примеры ликвид-фанка могут быть найдены на лейбле Good Looking Records, основанным LTJ Bukem (Danny Williamson), хотя этот лейбл больше занимается интелиджентом.

## История
В 2000 году Fabio положил начало новой форме драм-н-бейса, которую он назвал «ликвид-фанк», выпустив одноименную компиляцию на его лейбле Creative Source. Она характеризовалась влиянием диско и хауса и широким использованием вокала. Не очень известный вначале, жанр приобрел широкую популярность в 2003—2004, а в 2005 приобрел статус одного из наиболее продаваемых поджанров драм-н-бейса с такими лейблами как: Hospital Records, State of the Art Recordings и такими артистами как: High Contrast, Calibre, Nu:Tone, Solid State, London Elektricity и Logistics. Другие лейблы, популярные на этой сцене: Liquid V, Rubik Records, Fokuz Recordings, Kos Mos Music, Intelligent Recordings,Spearhead Records,Soul:R.